# 伊西基夫亞爾
49°37′55″N 36°17′23″E / 49.63194°N 36.28972°E
伊西基夫亞爾（烏克蘭語：Іськів Яр）是位於烏克蘭東部的村莊，由哈爾科夫州丘胡伊夫区的茲米伊夫市鎮負責管轄。該村始建於1658年，面積0.08平方公里，海拔高度176米，2001年人口3，人口密度每平方公里38.5人。